# 安藤野雁
安藤 野雁（あんどう ぬかり/のかり、1815年4月13日（文化12年3月4日）- 1867年4月28日（慶応3年3月24日））は、江戸時代後期の歌人、国学者である。本姓は北村、名は政美。通称は謙次又は刀禰。

## 経歴・人物
陸奥の桑折（現在の福島県）で半田銀山の役人であった北村新兵衛の子として生まれる。若くして父と死別したが、寺西封元の養子となり、のち封元の子で同地の代官であった寺西元栄の門人となった。1841年（天保12年）江戸に入って塙保己一の四男、塙忠宝および内池永年の門人となり、家塾で国学や和歌を学んだ。
その後桑折に戻って、元栄の指導で妻と共に豊後の日田へ向かうが、移った直後に妻や元栄が急逝し後には奇行が目立つようになった。晩年には、容貌が質素になり貧困に悩まされたが、本居大平や村田春門の指導により諸国を行脚し、独学で多くの和歌集を刊行した。

## 主な著作物

### 主著
- 『野雁集』- 和歌集。1864年（元治元年）刊行。
- 『万葉集新考』- 『万葉集』に収録されている全巻のうち、第13巻までの注釈書。執筆中に死去し、未完。

### その他の著書
- 『刀禰記』
- 『道の菅の根』